# Mijoo
Dans ce nom coréen, le nom de famille, Lee, précède le nom personnel.
Lee Mi-joo, (coréen : 이미주) ou Mijoo née le 23 septembre 1994 à Okcheon, est une chanteuse danseuse et artiste sud-coréenne,. Elle débute en 2014 en tant que membre de Lovelyz.